# Tom Koehler
Thomas Koehler (né le 29 juin 1986 dans le Bronx, New York, États-Unis) est un lanceur droitier des Dodgers de Los Angeles de la Ligue majeure de baseball.

## Carrière

### Marlins de Miami
Joueur à l'université d'État de New York à Stony Brook, Tom Koehler est repêché en 18e ronde par les Marlins de la Floride en 2008.
Le lanceur partant droitier fait ses débuts dans le baseball majeur comme lanceur de relève avec les Marlins de Miami le 5 septembre 2012.
Koehler joue 146 matchs pour Miami, dont 132 comme lanceur partant, de 2012 à 2017. Sa moyenne de points mérités se chiffre à 4,43 en 767 manches et un tiers lancées. Il remporte 36 victoires et encaisse 53 défaites pour les Marlins.

### Blue Jays de Toronto
Le 19 août 2017, Miami échange Koehler aux Blue Jays de Toronto contre le lanceur droitier des ligues mineures Osman Gutiérrez.

### Dodgers de Los Angeles
Koehler rejoint les Dodgers de Los Angeles le 20 décembre 2017.